# スリーピーアイ
スリーピーアイ（英語: Sleepy Eye）は、アメリカ合衆国ミネソタ州ブラウン郡の都市。人口は3,452人（2020年国勢調査）。

## 歴史
名前は市北部にあるスリーピーアイ湖から採られ、スリーピーアイ湖の名前はダコタ人のIshtakhaba酋長の通称「スリーピーアイ」に由来する。彼は眼瞼下垂とみられており、垂れ下がった瞼の情け深い人物として知られている。スリーピーアイは首都でジェームズ・モンロー大統領と面会した4人のラコタ（スー族）のひとりで、後の1851年に タラバース・デ・スー条約に署名した酋長のひとりになった。この条約により、ミネソタ川上流の両側10マイル (16 km)を除くすべての地域がアメリカ合衆国の領土となった。スリーピーアイは交易業者に洪水地域から離れたマンケイトへの入植を勧め、これを成功させた。また最終的に自身の部族をスリーピーアイ湖畔に定住させた。
スリーピーアイは1872年に区画整理が実施され、1903年に市として法人化された。
1995年頃、地元のカトリック信者と市民数名はMTVの放送禁止を求める請願書を市議会と地元のケーブルテレビ局に提出し、全国的な注目を集めた。

## 地理
国道14号線とミネソタ州道4号線（州道北行きと国道東行きはミネソタ州道68号線との重複区間）の交差点に位置する。また市の北西部に名前の由来となったスリーピーアイ湖がある。
アメリカ合衆国国勢調査局によると、2023年の総面積は2.137平方マイル (5.53 km2)で、そのうち陸地は1.871平方マイル (4.85 km2)、水域は0.266平方マイル (0.69 km2)、割合は12.45パーセントである。

## 住民
2020年国勢調査によると人口は3,452人である。人種別だと白人が8割を占め、次いでヒスパニックが多い。
| 人種 / 民族 (NH = 非ヒスパニック)           | 人口  | 割合   |
| ------------------------------------------- | ----- | ------ |
| 白人 (NH)                                   | 2,861 | 82.88% |
| アフリカ系アメリカ人 (NH)                   | 12    | 0.35%  |
| ネイティブ・アメリカン・アラスカ先住民 (NH) | 3     | 0.09%  |
| アジア系アメリカ人 (NH)                     | 21    | 0.61%  |
| 太平洋諸島系 (NH)                           | 2     | 0.06%  |
| その他の人種 (NH)                           | 0     | 0.00%  |
| 混血 (NH)                                   | 62    | 1.80%  |
| ヒスパニック/ラテン系アメリカ人             | 491   | 14.22% |
| 合計                                        | 3,452 | 100%   |

## 著名人
出身人物
- ヘレン・フィッシャー（英語版） - 政治家、女性の権利活動家
- スコット・ジェンセン（英語版） - 政治家
- ダナ・キーカー（英語版） - MLB選手
- Bernard F. Mathiowetz - 政治家

ゆかりのある人物
- ジョン・ルイス・ニールセン（英語版） - メソジストの主教、スリーピーアイで牧師を務めた
- Ingerval M. Olsen - 法学者、スリーピーアイで弁護士として活動
- Harvey N. Paulson - 政治家、スリーピーアイで農場を営んだ

## ギャラリー

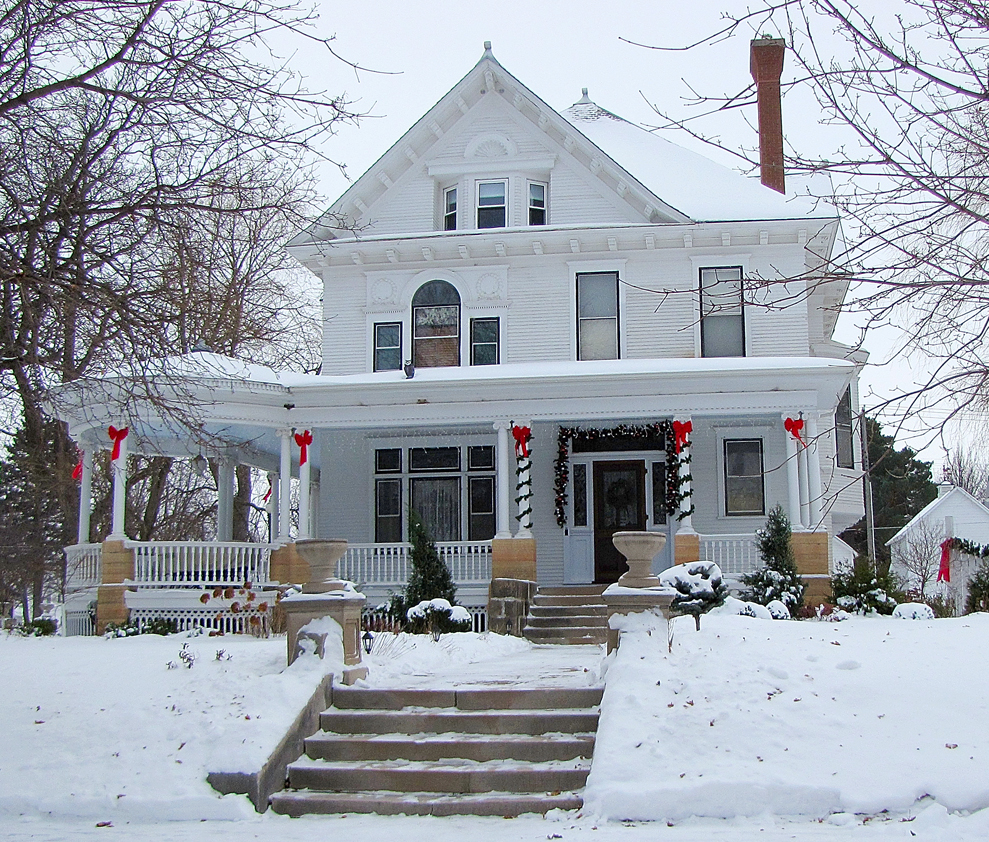
W・W・スミスハウス (NRHP)
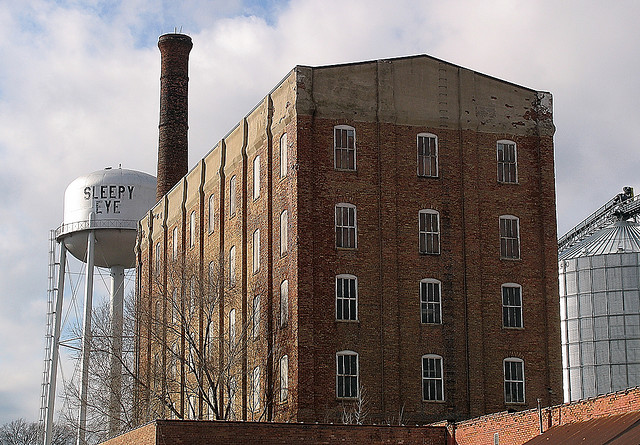
スリーピーアイ・ミリング・カンパニー (NRHP)
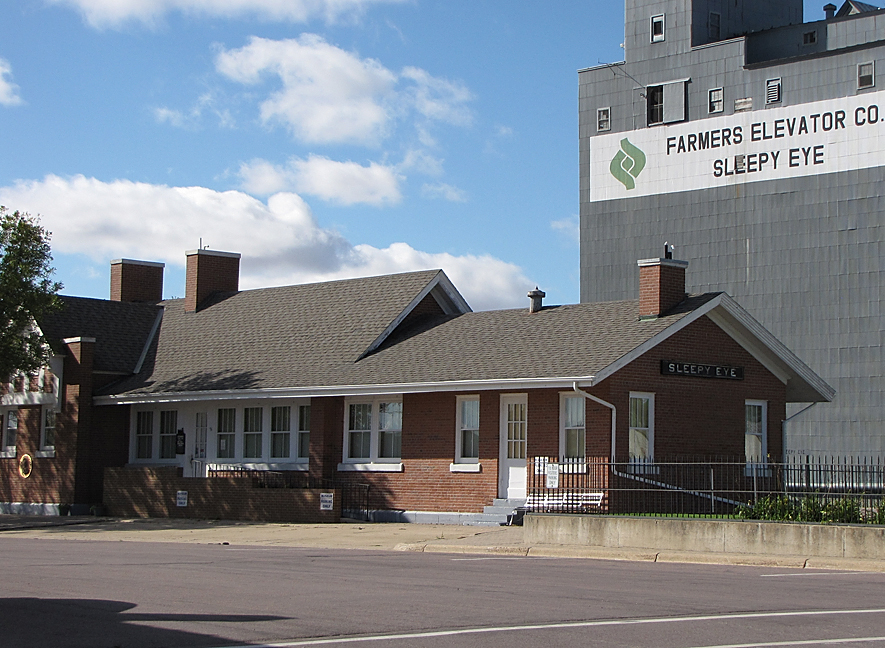
シカゴ・アンド・ノースウェスタン・デポ (NRHP)
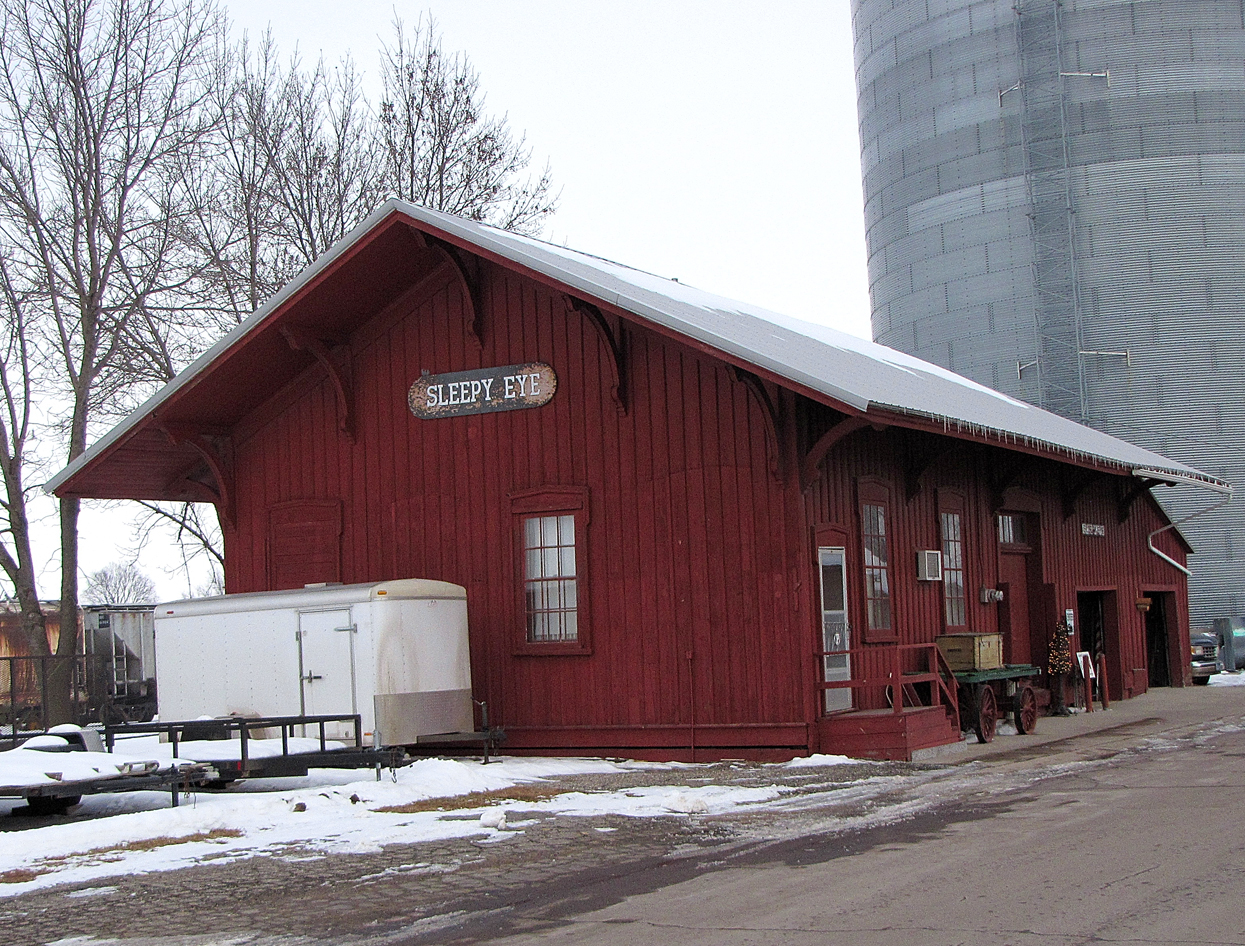
ウィノナ・アンド・セントピーター貨物駅 (NRHP)
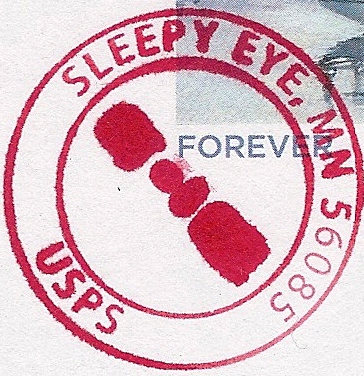
スリーピーアイ郵便局の消印